# Barbie och de 12 dansande prinsessorna
Barbie och de 12 dansande prinsessorna är en amerikansk animerad familjefilm från 2006.

## Handling
Kung Randolph ber sin kusin hertiginnan Rowena att göra hans tolv döttrar till bättre damer. Det innebär att systrarna inte får göra saker de tycker är roligt, inklusive favoritsysselsättningen, dans. När de förlorat allt hopp hittar de en hemlig ingång till ett magiskt land där de kan dansa hela natten. Men så blir deras far plötsligt sjuk, ska de kunna rädda honom i tid?

## Om filmen
Filmen hade premiär i USA den 19 september 2006.

## Röster
| Roll               | Originalröst       | Svensk röst              |
| Genevieve          | Kelly Sheridan     | Annika Rynger            |
| Hertiginnan Rowena | Catherine O'Hara   | Anna-Lotta Larsson       |
| Blair              | Jennifer Copping   | Ellen Fjæstad            |
| Courtney           | Lalainia Lindbjerg | Mia Kihl                 |
| Delia              | Kathleen Barr      | Lizette Pålsson          |
| Edeline            | Chiara Zanni       | Emelie Clausen           |
| Fallon             | Adrienne Carter    | Norea Sjöquist           |
| Hadley             | Ashleigh Ball      | Mikaela Tidermark Nelson |
| Isla               | Ashleigh Ball      | Mikaela Tidermark Nelson |
| Janessa            | Britt McKillip     | Amanda Jennefors         |
| Kathleen           | Maddy Capozzi      | Amanda Jennefors         |
| Lacey              | Chantal Strand     | Matilda Smedius          |
| Ashlyn             | Nicole Oliver      |                          |
| katten Twyla       | Nicole Oliver      | Anna Nordell             |
| Derek              | Shawn Macdonald    | Peter Gröning            |
| Kung Randolph      | Christopher Gaze   | Fredrik Lycke            |
| apan Brutus        | Peter Kelamis      | Dick Eriksson            |
| Livvakt #3         | Peter Kelamis      | Dick Eriksson            |
| papegojan Felix    | Gabe Khouth        | Peter Sjöquist           |
| Hovbulter          | Mark Oliver        | Claes Ljungmark          |
| Herr Fabian        | Mark Oliver        | Fredde Granberg          |
| Livvakt #1         | Mark Oliver        | Fredde Granberg          |
| Desmond            | Garry Chalk        | Adam Fietz               |
| Livvakt #2         | David Kaye         | Adam Fietz               |
| Hovläkare          | David Kaye         | Bengt Järnblad           |
| Ambassadör         | Jonathan Holmes    | Bengt Järnblad           |